# Powwow (Volksmagie)
Powwow (auch Pow-wow oder Pawwaw), auf Deitsch auch Brauche oder Braucherei genannt, ist ein volkstümliches System der nordamerikanischen traditionellen Medizin und Volksmagie, das seinen Ursprung in der Kultur der Pennsylvania Dutch hat. Das Powwowing, das Aspekte des Volksglaubens mit Heilzaubern verbindet, umfasst eine breite Palette von Heilungsritualen, die in erster Linie zur Behandlung von Krankheiten bei Mensch und Vieh sowie zur Sicherstellung von physischem und spirituellem Schutz und Glück in alltäglichen Angelegenheiten eingesetzt werden.
Obwohl das Wort „Powwow“ aus der Sprache der Narragansett stammt und heute ebenso kulturelle Veranstaltungen nordamerikanischer Indianer bezeichnet (siehe Powwow), sind diese rituellen Traditionen europäischen Ursprungs und wurden im Zuge der transatlantischen Migration deutschsprachiger Menschen aus Mitteleuropa im 17. und 18. Jahrhundert ins koloniale Pennsylvania gebracht. Ein Praktizierender wird manchmal als Powwower oder Braucher bezeichnet, aber die Terminologie variiert je nach Region. Diese volkstümlichen Traditionen werden bis heute sowohl in ländlichen als auch in städtischen Gegenden fortgeführt und haben sich in ganz Nordamerika verbreitet.

## Ursprünge und Praktiken
Das frühe koloniale Pennsylvania war ein Schmelztiegel verschiedener europäischer religiöser Einflüsse, denn das Versprechen von Koloniegründer William Penn der religiösen Toleranz öffnete vielen Christen sowie Sekten mit Bezug zum christlichen Glauben die Türen: den Täufern, Quäkern, Lutheranern, Deutsch-Reformierten, Katholiken und allen möglichen religiösen Mystikern und Freidenkern.
Obwohl die Mehrheit der Pennsylvania Dutch protestantisch war, war ihre religiöse Volkskultur tief in den Praktiken der vorreformatorischen Zeit verwurzelt, wie z. B. der Heiligenverehrung, der Verwendung von volkstümlichen Abwandlungen liturgischer Segenssprüche für alltägliche Zwecke und der Verwendung von heiligen Gegenständen und Inschriften zu Heil- und Schutzzwecken. Diese Praktiken wurden nach Nordamerika gebracht und bildeten die Grundlage der mündlichen und literarischen rituellen Traditionen in Pennsylvania.
Die meisten frühen rituellen Traditionen der Pennsylvania Dutch waren in der deutschen Sprache verwurzelt, aber der Begriff „Powwow“ wurde im späten 18. Jahrhundert von Englischsprechern weithin verwendet. „Powwaw“ (in einer seiner frühen Schreibweisen) wurde von Missionaren in Neuengland im 17. Jahrhundert aus der algonquinischen Sprache übernommen, wo es ursprünglich einen Heiler bezeichnete, abgeleitet von einem Verb, das Trance oder Träumen zu Wahrsage- oder Heilzwecken bedeutet. Es gibt Hinweise darauf, dass der Begriff aufgrund einer wahrgenommenen Ähnlichkeit mit dem rituellen Heilen auf die Pennsylvania Dutch übertragen wurde, was mit seiner entlehnten Bedeutung im Englischen für „Beschwörung, die zur Heilung von Krankheiten und anderen Zwecken durchgeführt wird“ übereinstimmt.
Später, an der Schwelle zum 20. Jahrhundert, wurde der Begriff „Powwow“ mit dem Titel der englischen Ausgabe eines berühmten Handbuchs für rituelle Verfahren mit dem Titel Pow-Wows; or, Long Lost Friend assoziiert, das von John George Hohman geschrieben und 1820 in Reading (Berks County, Pennsylvania), erstmals auf Deutsch unter dem Titel Der lange verborgene Freund veröffentlicht wurde.
Die Tradition wird in Pennsylvania Dutch auch Braucherei oder einfach Brauche genannt; ein Anhänger wird als Powwower oder Braucher bezeichnet, obwohl nicht alle Praktizierenden die gleiche Terminologie verwenden. „Braucherei“ bezeichnet eine Sammlung traditioneller Bräuche, die mit „Breiche“ verwandt ist – mit Sitten, Traditionen, Ritualen, Zeremonien.

## Powwow-Literatur

Titelseite vom sechsten und siebenten Buch Mosis (1853)

Die Bibel gilt als das wichtigste Buch des Powwows, und kein Praktizierender würde ohne seine Bibel arbeiten. Darüber hinaus werden mehrere populäre Grimoires verwendet, vor allem das Romanus-Buchlein und die egyptischen Geheimnisse von Albertus Magnus. Wichtig für einige Praktiker war das Werk Das sechste und siebente Buch Mosis, ein magischer Text, der Mose zugeschrieben wird und als esoterische Fortsetzung der biblischen Fünf Bücher Mose oder des Pentateuch gilt. Verschiedene Versionen des Werks lassen sich auf deutsche Quellen aus dem 18. und 19. Jahrhundert zurückführen, und eine englische Übersetzung wurde 1880 in New York von dem deutschen Antiquar Johann Scheible veröffentlicht. Die Mehrheit der Praktiker hatte jedoch eine abergläubische Furcht vor diesem Werk und glaubte, dass es alle Arten des Bösen und des Teufels beschwöre, wie der Autor und Braucher Christopher Bilardi in The Red Church erläutert.
Ein Auszug aus dem sechsten und siebten Buch Mosis, den viele Powwowers als Rechtfertigung für die christliche Praxis des Powwowings ansehen, lautet wie folgt:

“One thing must not be omitted, in conclusion, and that is, we must first become Christians before we can perform cures by Christian methods. Very few are really Christians who call themselves such; they are only Christians in name and appearance. The art of healing, according to scriptural principles, deserves special mention in this place, in more than one respect, not only because something truly magical takes place therein, but because scriptural healing is often regarded as the only true one. The principles of this art of healing have been fully established according to certain declarations and doctrines of the Bible.”

„Eines darf zum Schluss nicht vergessen werden: Wir müssen zuerst Christen werden, bevor wir mit christlichen Methoden heilen können. Nur sehr wenige sind wirklich Christen, die sich als solche bezeichnen; sie sind nur dem Namen und dem Schein nach Christen. Die Heilkunst nach biblischen Grundsätzen verdient an dieser Stelle in mehrfacher Hinsicht besondere Erwähnung, nicht nur, weil in ihr etwas wahrhaft Magisches geschieht, sondern weil die biblische Heilung oft als die einzig wahre angesehen wird. Die Grundsätze dieser Heilkunst sind in Übereinstimmung mit bestimmten Erklärungen und Lehren der Bibel vollständig festgelegt worden.“

Die Menschen, die das Powwowing praktizierten, waren oft Frauen, die Gebete und lokal anerkannte Volksheilmittel einsetzten. Da es sich dabei um individuelle Gebete und nicht um auswendig gelernte Beschwörungsformeln handelte, wurde diese Praxis auch von den gläubigsten Christen als akzeptabel angesehen und war bis in die 1940er Jahre hinein sehr beliebt.
Die Ursprünge der meisten Zaubersprüche, die beim Powwow verwendet werden, sind nach allgemeiner Auffassung Überbleibsel mittelalterlicher volkstümlicher Zaubersprüche, die von abergläubischen Katholiken gegen Krankheiten und Hexerei eingesetzt wurden.
Die Anhänger der Powwow-Tradition gehen davon aus, dass Powwow eine amerikanisierte Version des englischen Cunning Craft ist:

“The Pow-Wow practitioner is more closely allied with theology than medicine and feels he is a mediator between the patient and God. Among the Pennsylvania Germans, the 'plain folk', such as the Amish, Dunkers, and the Mennonites, as well as among the Lutheran and German Reformed church members – Pow-Wow and the Pow-Wow doctor has a significant following.”

„Der Powwow-Praktiker ist enger mit der Theologie als mit der Medizin verbunden und sieht sich als Vermittler zwischen dem Patienten und Gott. Unter den Pennsylvania-Deutschen, den „einfachen Leuten“, wie den Amish, Dunkers und Mennoniten, sowie unter den lutherischen und deutsch-reformierten Kirchenmitgliedern haben Powwow und der Powwow-Arzt eine bedeutende Anhängerschaft.“

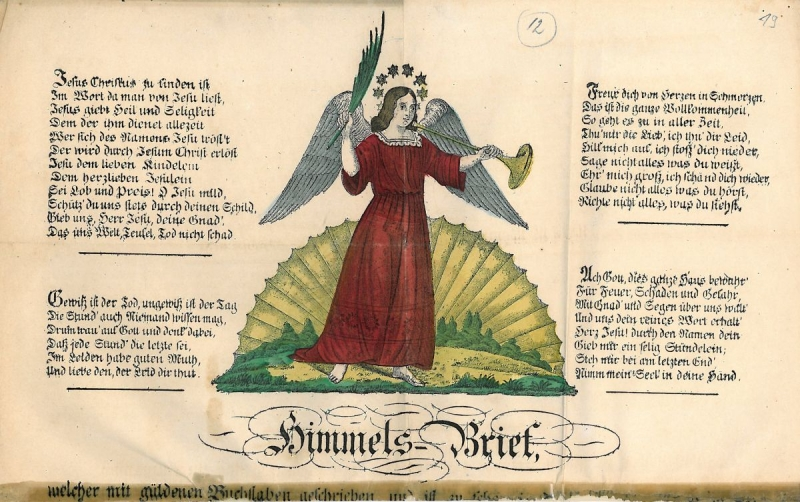
Himmelsbrief mit christlichen Texten und farbigem Engel (um 1800)

Eine weitere charakteristische Praxis der Powwow-Magie ist der Himmelsbrief. Bezeichnenderweise sichert Der lange verborgene Freund seinem Besitzer zu, dass:

“Whoever carries this book with him, is safe from all his enemies, visible or invisible; and whoever has this book with him cannot die without the holy corpse of Jesus Christ, nor drowned in any water, nor burn up in any fire, nor can any unjust sentence be passed upon him. So help me.”

„Wer dieses Buch bei sich trägt, ist vor allen sichtbaren und unsichtbaren Feinden sicher; und wer dieses Buch bei sich hat, kann ohne den heiligen Leichnam Jesu Christi nicht sterben, in keinem Wasser ertrinken, in keinem Feuer verbrennen, und es kann kein ungerechtes Urteil über ihn verhängt werden. Also hilf mir.“

## In der Populärkultur

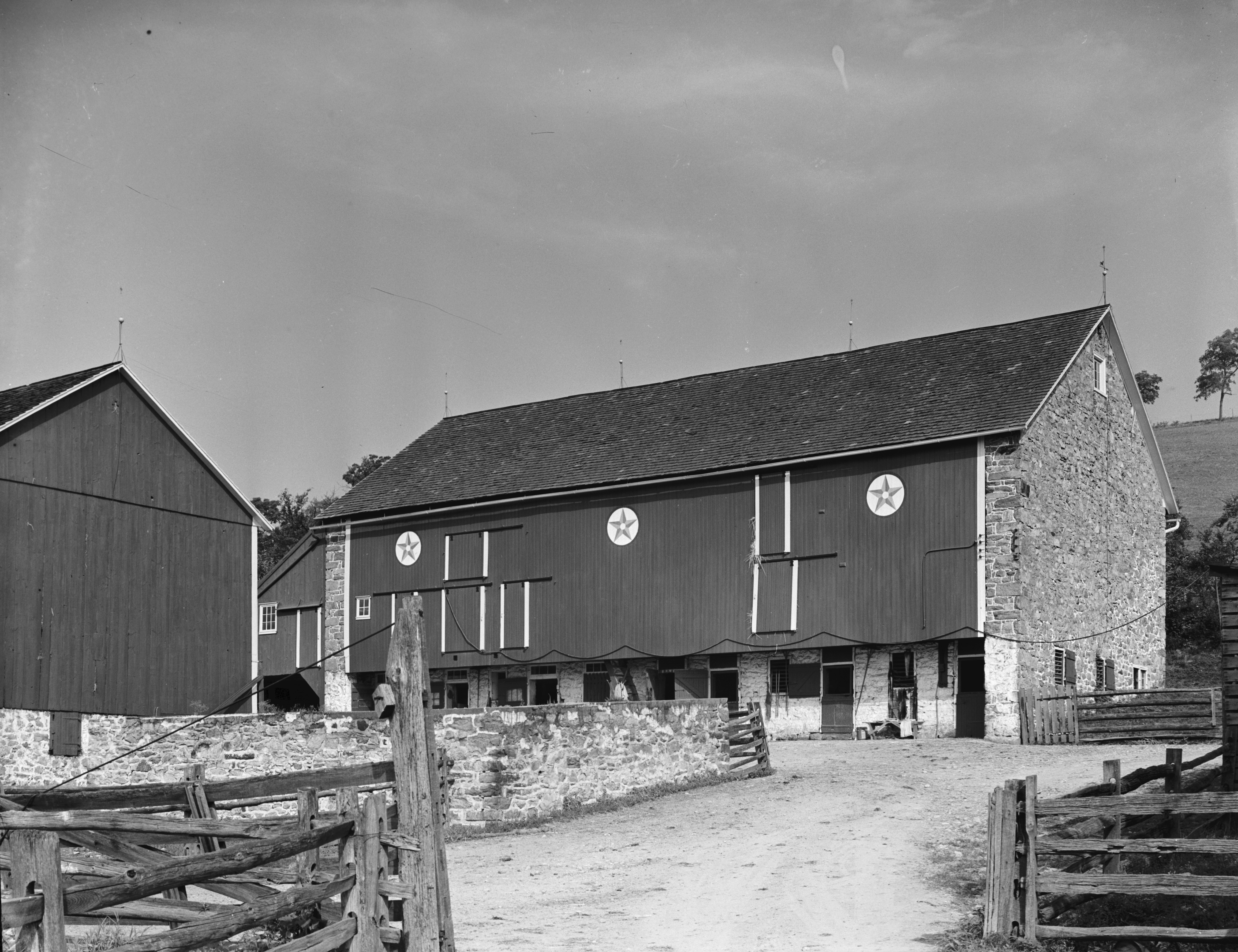
Scheune mit Hex-Zeichen in Oley Township, Berks County, Pennsylvania (1941)

Die Tradition der Hex-Zeichen, die in einigen Gegenden Pennsylvanias an Scheunen angebracht wurden, wird von einigen auf die Powwow-Tradition zurückgeführt; die Malereien bestanden aus geometrischen Sternenmustern, denen man talismanische Eigenschaften zuschrieb, obwohl viele Hex-Zeichen nur zur Dekoration angefertigt werden. Einige Wissenschaftler widersprechen dieser Behauptung jedoch und halten die Hex-Zeichen für die natürliche Weiterentwicklung der deutschen Frakturkunst (basierend auf der Frakturschrift).
In dem Film Die Nacht der Dämonen aus dem Jahr 1988 spielen Donald Sutherland als Powwow-Doktor John Reese und Chad Lowe als sein junger Lehrling Billy Kelly die Hauptrollen. Reese praktiziert die volksmagischen Rituale in einer kleinen Stadt in Pennsylvania, deren Bewohner glauben, dass auf ihnen ein Fluch lastet. Der Film greift auf die oben erwähnten Powwows oder den lange verborgene Freund zurück.